# Stereotyp etniczny
Stereotyp etniczny – najczęściej spotykany rodzaj stereotypów, odnoszących się swoją treścią do grup etnicznych (innych narodów lub mniejszości narodowych). Może być albo zbyt dużym uproszczeniem reprezentacji typowych cech członków grupy etnicznej lub fałszywym twierdzeniem powtarzanych wiele razy i przyjętym przez wielu ludzi za ogólną prawdę.
Stereotypy etniczne mogą mieć oparcie w rzeczywistości w odniesieniu do masy statystycznej, ale zastosowane wobec jednostek są niedokładne, karykaturalne i obraźliwe. Mogą stanowić podstawę dyskryminacji i rasizmu.